# Ulujul
Ulujul (rusky Улуюл) je řeka v Tomské oblasti v Rusku. Je 411 km dlouhá. Povodí má rozlohu 8450 km².

## Průběh toku
Protéká jihovýchodní částí Západosibiřské roviny. Ústí zprava do Čulymu (povodí Obu).

## Vodní stav
Zdrojem vody jsou především sněhové srážky. Průměrný průtok vody ve vzdálenosti 70 km od ústí činí přibližně 47,2 m³/s. Zamrzá ve druhé polovině října až v první polovině listopadu a rozmrzá ve druhé polovině dubna až v první polovině května. Nejvyšších vodních stavů dosahuje od května do července.

## Využití
Řeka je splavná pro vodáky.